# Colle tylose
 (octobre 2024).
Si vous disposez d'ouvrages ou d'articles de référence ou si vous connaissez des sites web de qualité traitant du thème abordé ici, merci de compléter l'article en donnant les références utiles à sa vérifiabilité et en les liant à la section « Notes et références ».
La colle tylose est une colle chimiquement neutre, de viscosité élevée, qui sert par exemple en reliure et a également des propriétés d'agent nettoyant.
Elle est utilisée en doublage, assemblage, réparation en remplacement ou en complément de la colle d’amidon, et sert pour encoller les onglets.